# Sucre (ort i Colombia, Santander, lat 5,92, long -73,79)
Sucre är en ort i Colombia.   Den ligger i departementet Santander, i den centrala delen av landet, 150 km norr om huvudstaden Bogotá. Sucre ligger 2 146 meter över havet och antalet invånare är 1 095.
Terrängen runt Sucre är huvudsakligen kuperad, men norrut är den bergig. Runt Sucre är det ganska tätbefolkat, med 75 invånare per kvadratkilometer. Närmaste större samhälle är Barbosa, 19,5 km öster om Sucre. I omgivningarna runt Sucre växer i huvudsak städsegrön lövskog.